# Carmen Cartellieri
Carmen Cartellieri, nata Franziska Ottilia Cartellieri (Prossnitz, 28 giugno 1891 – Vienna, 17 ottobre 1953), è stata un'attrice austriaca.

## Biografia
Nacque il 28 giugno 1891 a Prossnitz (l'attuale Prostějov), in Moravia che, all'epoca, faceva parte dell'impero austro-ungarico e che, attualmente, si trova nella Repubblica Ceca.
Nella sua carriera di attrice cinematografica che copre una decina d'anni, dal 1919 al 1929, girò trentasei film. Debuttò in Az összeesküvök, una pellicola ungherese dove fu diretta da Emil Justitz, proseguendo poi a recitare in film tedeschi e austriaci.
Morì a Vienna, il 17 ottobre 1953, all'età di 62 anni.

## Filmografia
La filmografia è completa. Quando manca il nome del regista, questo non viene riportato nei titoli
- Az összeesküvök, regia di Emil Justitz (1919)
- Die Würghand, regia di Cornelius Hintner (1920)
- Carmen lernt Skifahren, regia di Mano Ziffer-Teschenbruk (1920)
- Büßer der Leidenschaft, regia di Paul von Woringen (1920)
- Der weiße Tod (1921)
- Der tote Hochzeitsgast, regia di Max Neufeld (1921)
- Das Drama in den Dolomiten, regia di Cornelius Hintner (1921)
- Töte sie!, regia di Cornelius Hintner (1922)
- Parema - Das Wesen aus der Sternenwelt, regia di Mano Ziffer-Teschenbruk (1922)
- Die Sportlady, regia di Cornelius Hintner (1922)
- Die Menschen nennen es Liebe..., regia di Mano Ziffer-Teschenbruk (1922)
- Die gelbe Gefahr, regia di Mano Ziffer-Teschenbruk (1922)
- Die Sünde der Inge Lars, regia di Mano Ziffer-Teschenbruk (1922)
- Die Frauen des Harry Bricourt, regia di Richard Arvay (1922)
- Eines Vaters Söhne, regia di Paul Garbagni (1923)
- Fiat Lux, regia di Wilhelm Thiele (1923)
- Was ist Liebe...?, regia di Leopold Niernberger (1924)
- Das Geheimnis der Schrift, regia di Dezsö Kertész (1924)
- Die Tragödie einer Frau, regia di Dezsö Kertész (1924)
- Orlacs Hände, regia di Robert Wiene (1924)
- Die Puppe des Maharadscha, regia di Hans Homma (1924)
- Pension Groonen, regia di Robert Wiene (1925)
- Frauen aus der Wiener Vorstadt, regia di Heinz Hanus (1925)
- Der Rosenkavalier, regia di Robert Wiene (1925)
- Der Balletterzherzog. Ein Wiener Spiel von Tanz und Liebe, regia di Max Neufeld (1926)
- Die Ehe einer Nacht, regia di Robert Wohlmuth (1927)
- Die Familie ohne Moral, regia di Max Neufeld (1927)
- Infantrist Wamperls dreijähriges Pech, regia di Robert Wohlmuth (1927)
- Todessturz im Zirkus Cesarelli, regia di Károly Lajthay (1927)
- Madame wagt einen Seitensprung, regia di Hans-Otto Löwenstein (1927)
- Die Strecke, regia di Max Neufeld (1927)
- Das Geheimnis von Genf, regia di Willy Reiber e Franz Seitz (1928)
- Ein Wiener Musikantenmädel, regia di Josef Berger (1928)
- Die Hölle von Montmartre, regia di Willy Reiber e Franz Seitz (1928)
- Das Schicksal derer von Habsburg, regia di Rolf Raffé (1928)
- Der Mitternachtswalzer, regia di Heinz Paul (1929)